# Чарлі Барнетт
Чарлі Барнетт (англ. Charlie Barnett, нар. 4 лютого 1988, Сарасота, Флорида, США) — американський актор. Відомий завдяки ролям Пітера Міллса, пожежника/парамедика в драмі «Пожежники Чикаго». Серед інших його головних ролей — Алан Завері в серіалі «Матрьошка», Бен Маршалл у серіалі «Казки міста» та Гейб Міранда в телесеріалі «Ти».

## Біографія
Барнетт і його сестру усиновили Боб і Дені Барнетт. Його прийомна мати походить зі штату Юта та має шведське походження, а його прийомний батько — суднобудівник із Міннесоти. До семи років він виховувався на вітрильнику біля Лонгбоут-Кі у Флориді. Він відкрив для себе театр, коли йому було шість років, і грав у багатьох операх і мюзиклах з молодіжною оперою Сарасоти. Барнетт є випускником Букерівської середньої школи. Він брав участь у літній програмі музичного театру Карнегі-Меллона. Після середньої школи Барнетт відвідував Джульярдську школу, де закінчив драматичний курс у 2010 році.

## Кар'єра
Протягом трьох сезонів, з 2012 по 2015 рік, Барнетт знімався в ролі Пітера Міллса в драматичному телесеріалі «Пожежники Чикаго».
У 2017 році він отримав роль Йєна Портера в серіалі «Доблесть».
У 2018 році він отримав головну роль Алана Завері в серіалі Netflix «Матрьошка». У тому ж році Барнетт був обраний на головну роль Бена Маршалла в міні-серіалі Netflix «Казки міста».
У 2019 році він отримав повторну роль Гейба Міранди у другому сезоні трилера Netflix «Ти». У липні 2019 року Барнетт приєднався до «Стріли» у восьмому й останньому сезоні, зіграв Джона Діггла-молодшого. Його роль було оголошено на панелі Comic Con.

## Особисте життя
Барнетт зрозумів, що він гей у віці 13 років. Йому подобається плавати під вітрилами, грати в пані Пак-Мен, класичні автомобілі та є фанатом Чикаго Вайт Сокс і Чикаго Берс. Він боровся з алкогольною залежністю.
Займаючись кар'єрою, Барнетт жив у Нью-Йорку, Солт-Лейк-Сіті та Чикаго. Під час зйомок «Пожежників Чикаго» Барнетт жив із колегами по телесеріалу Джо Мінозо та Юрієм Сардаровим. Зараз він проживає в Лос-Анджелесі.

## Фільмографія
| Рік       |   | Українська назва                    | Оригінальна назва                 | Роль                  |
| --------- | - | ----------------------------------- | --------------------------------- | --------------------- |
| 2006      | ф | Цирковий острів                     | Circus Island                     | Біллі Робертс         |
| 2010      | с | Закон і порядок: Спеціальний корпус | Law & Order: Special Victims Unit | Чак Міллс             |
| 2011      | ф | Рядовий Ромео                       | Private Romeo                     | Кен Лі                |
| 2011      | с | Закон і порядок: Злочинні наміри    | Law & Order: Criminal Intent      | Сем Гарріс            |
| 2012      | ф | Гейбі                               | Gayby                             | Деніел                |
| 2012      | ф | Люди в чорному 3                    | Men in Black 3                    | ВПС МП No2            |
| 2012—2015 | с | Пожежники Чикаго                    | Chicago Fire                      | Пітер Мілс            |
| 2013      | ф | Веселий Сад                         | The Happy Sad                     | Аарон                 |
| 2013      | с | Апекс                               | Apex                              | Тім                   |
| 2016      | с | Реанімація                          | Code Black                        | Браян Годард          |
| 2016      | с | Секрети та брехня                   | Secrets and Lies                  | Патрік Ворнер         |
| 2017      | с | Помаранчевий — хіт сезону           | Orange Is the New Black           | Вес Дрісколл          |
| 2017—2018 | с | Доблесть                            | Valor                             | Йєн Портер            |
| 2019      | с | Казки міста                         | Tales of the City                 | Бен Маршалл           |
| 2019      | с | Стріла                              | Arrow                             | Джон Діггл (молодший) |
| 2019      | с | Ти                                  | You                               | Гейб Міранда          |
| 2019—2022 | с | Матрьошка                           | Russian Doll                      | Алан Завері           |
| 2020      | ф | Дублерша                            | The Stand In                      | Саймон                |
| 2021      | с | Особливий                           | Special                           | Гаррісон              |
| 2021      | с | Оригінальний Джо                    | Ordinary Joe                      | Ерік Пейн             |
| 2022      | ф | Ми сьогодні тут зібралися           | We Are Gathered Here Today        | Макс Стоун            |
| 2024      | ф | Сни в кошмарах                      | Dreams in Nightmares              | Різ                   |
| 2024      | с | Аколіт                              | The Acolyte                       | Ворд Фандар           |